# Histoire de Lourdes

Les armoiries de la ville de Lourdes se blasonnent ainsi :
De gueules à trois tours d'or, maçonnées et ajourées de sable, celle du milieu plus élevée et sommée d'une aigle essorante contournée d'argent, tenant dans son bec une truite du même; à la champagne cousue d'azur chargée d'une chaîne de six montagnes d'or, posées sur une rivière d'azur, ondée d'argent mouvant de la pointe.

Cet article traite de l'histoire de la ville de Lourdes en Lavedan, département des Hautes-Pyrénées, région Occitanie, France. 

## Préhistoire

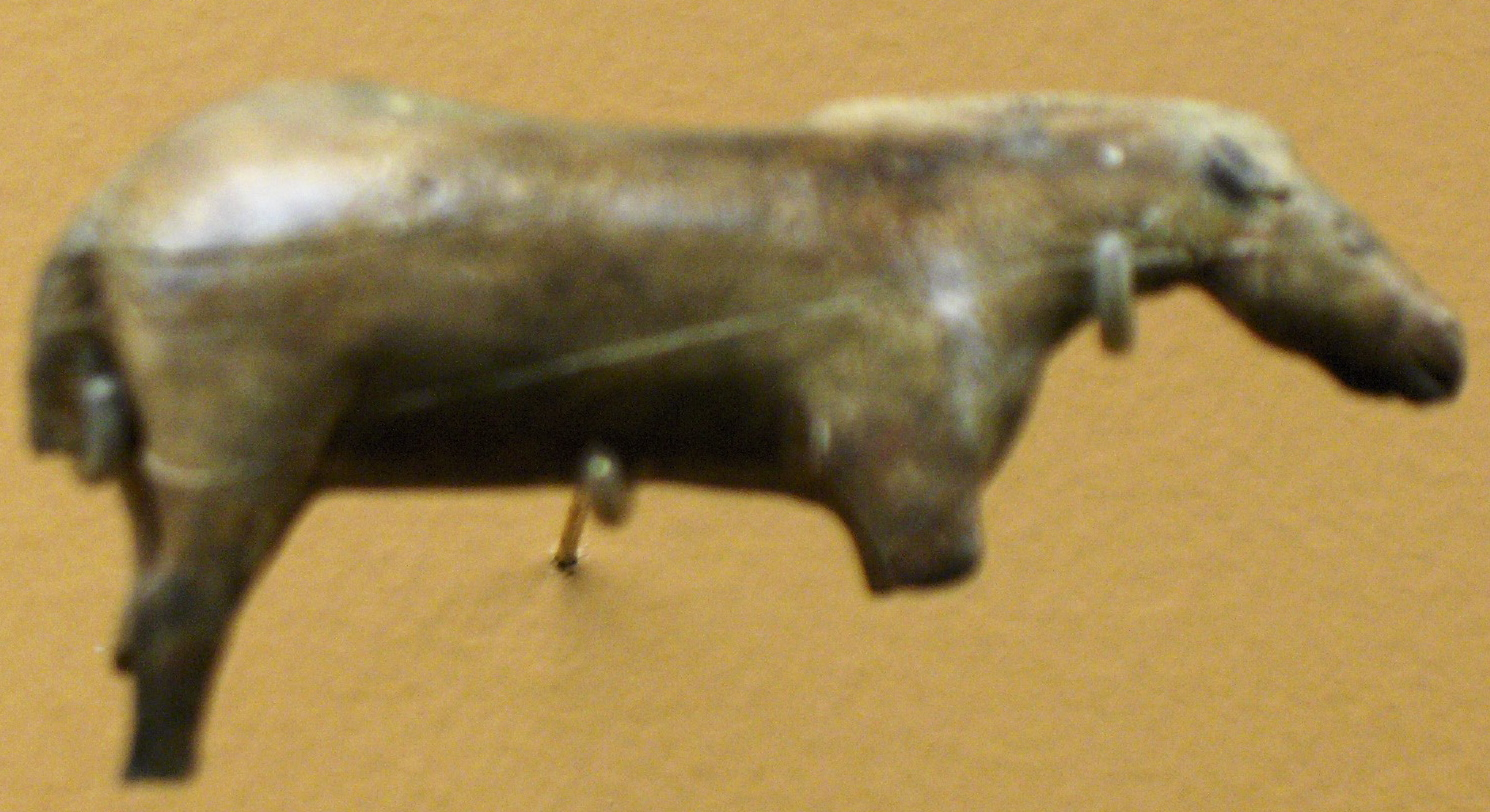
Le cheval de Lourdes

Favorablement situé entre plusieurs vallées, le site de Lourdes est habité depuis la préhistoire : des traces d'occupation (dont des outils, des bijoux, des tessons de céramique et des sépultures) ont été découvertes, entre autres, dans la grotte des Espélugues. Le musée d'archéologie nationale date le « cheval de Lourdes », une figurine de 7,3 cm de long taillée dans de l'ivoire de mammouth, de 13 000 ans avant notre ère, soit la période du Magdalénien au Paléolithique supérieur.
Dans les grottes Arrouza, les traces d'occupation sont datées du Néolithique et de l'âge du bronze. 
Des fouilles plus importantes permettraient probablement de mettre au jour des traces conséquentes de l'habitat protohistorique sur le territoire de Lourdes.

## Antiquité et Haut Moyen Âge

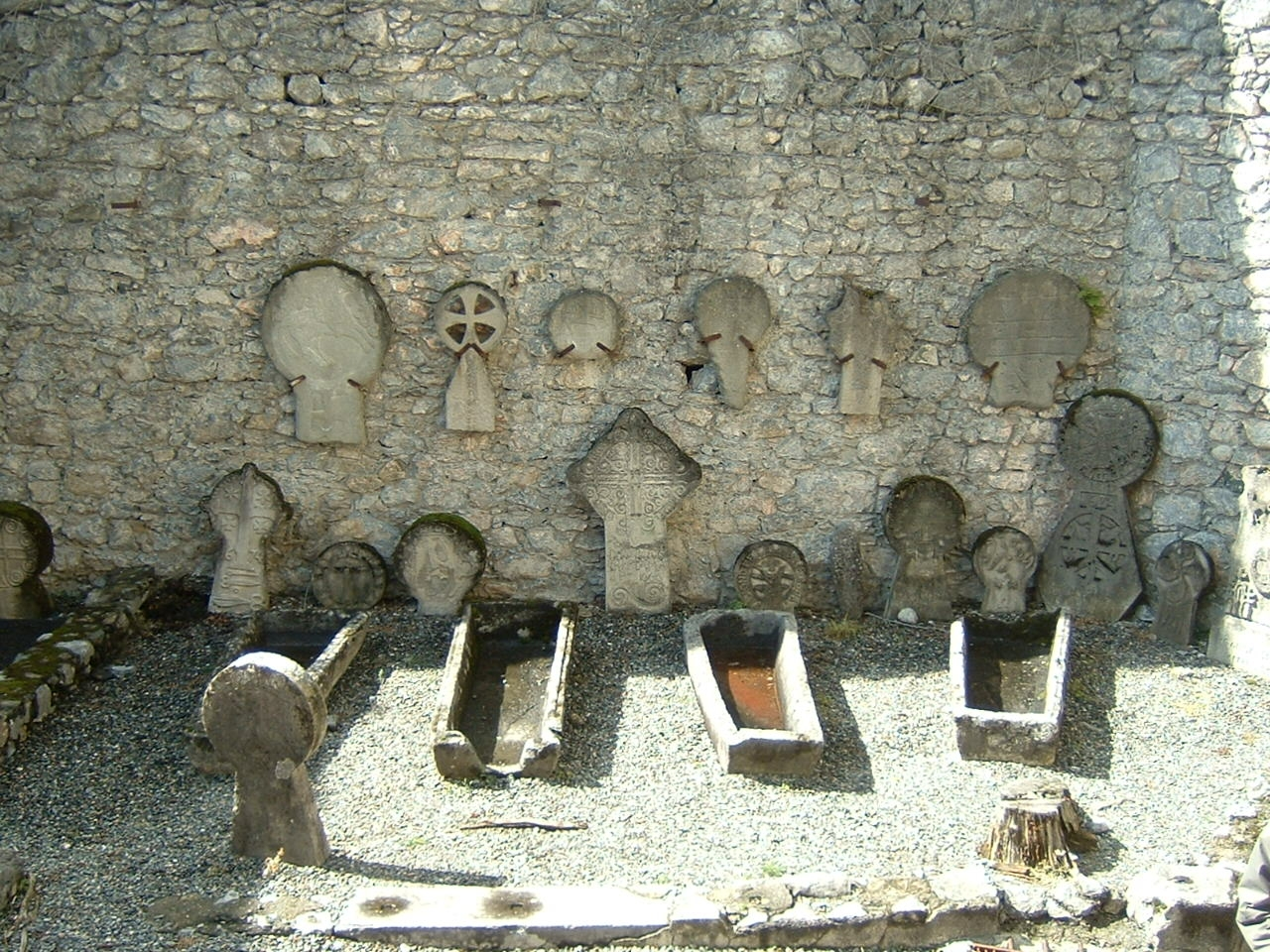
Dépôt lapidaire au château comportant des sarcophages provenant de la nécropole qui s'étendait du château à l'ancienne église Saint-Pierre

L'histoire ancienne de Lourdes reste peu connue en raison du faible nombre de fouilles entreprises sur le site de la ville jusqu'à récemment. En effet, les travaux d'urbanisme déclenchés par le pèlerinage n'ont pas toujours été précédés de fouilles préventives, ce qui a probablement causé la destruction de nombreux vestiges.
L'oppidum du château est vraisemblablement occupé dès le Ier siècle av. J.-C.. Des pans de murailles romaines ont d'ailleurs été découverts lors des travaux effectués par le génie militaire au château au XIXe siècle. À cette occasion, plusieurs fragments lapidaires (morceaux de statue, fragments d'autel) ont été mis au jour. De même, à l'est de l'oppidum, la place Peyramale a livré des vestiges antiques à deux occasions.
Entre 1904 et 1907, lors de la démolition de l'ancienne église paroissiale Saint-Pierre, des substructions appartenant à un temple dédié aux Tutelles (divinités des eaux) ont été découvertes, accompagnées de fragments de céramiques et de trois autels votifs remployés dans les fondations de l'ancienne abside. Cet édifice avait été ensuite remplacé par une église paléochrétienne (au Ve siècle) détruite par un incendie, comme l'atteste la calcination des pièces découvertes. Une nécropole, dont l'étendue n'a pas pu être mesurée, entourait le lieu de culte. Des traces de celle-ci ont été dégagées au pied du château, ce qui fait penser qu'elle s'étendait jusqu'au pied de l'oppidum. Les sarcophages, dont la datation et la chronologie est délicate à établir, ont pour partie été entreposés à l'entrée du château.
En 1990, l'aménagement du parking de la place a de nouveau nécessité des fouilles préventives. Une voie urbaine datée du Ier siècle av. J.-C. ou du début du Ier siècle (as de Nîmes découvert sur place) et orientée nord-sud a été dégagée. Des traces d'ornières croisant cette trajectoire ont été mises au jour, laissant penser à la présence d'une autre voie, perpendiculaire (est-ouest), ce qui a amené les spécialistes à se demander si Lourdes ne s'était pas développée au croisement de deux itinéraires antiques. Certains attribuent d'ailleurs Lourdes à l'Oppidum Novum mentionné dans l'Itinéraire d'Antonin, mais les preuves archéologiques manquent. De plus, les données toponymiques accusant la présence de deux axes respectivement est-ouest et nord-sud, de même que la découverte de ce temple des Tutelles, montrent bien que Lourdes s'est développée autour d'un carrefour routier.

## Le Moyen Âge

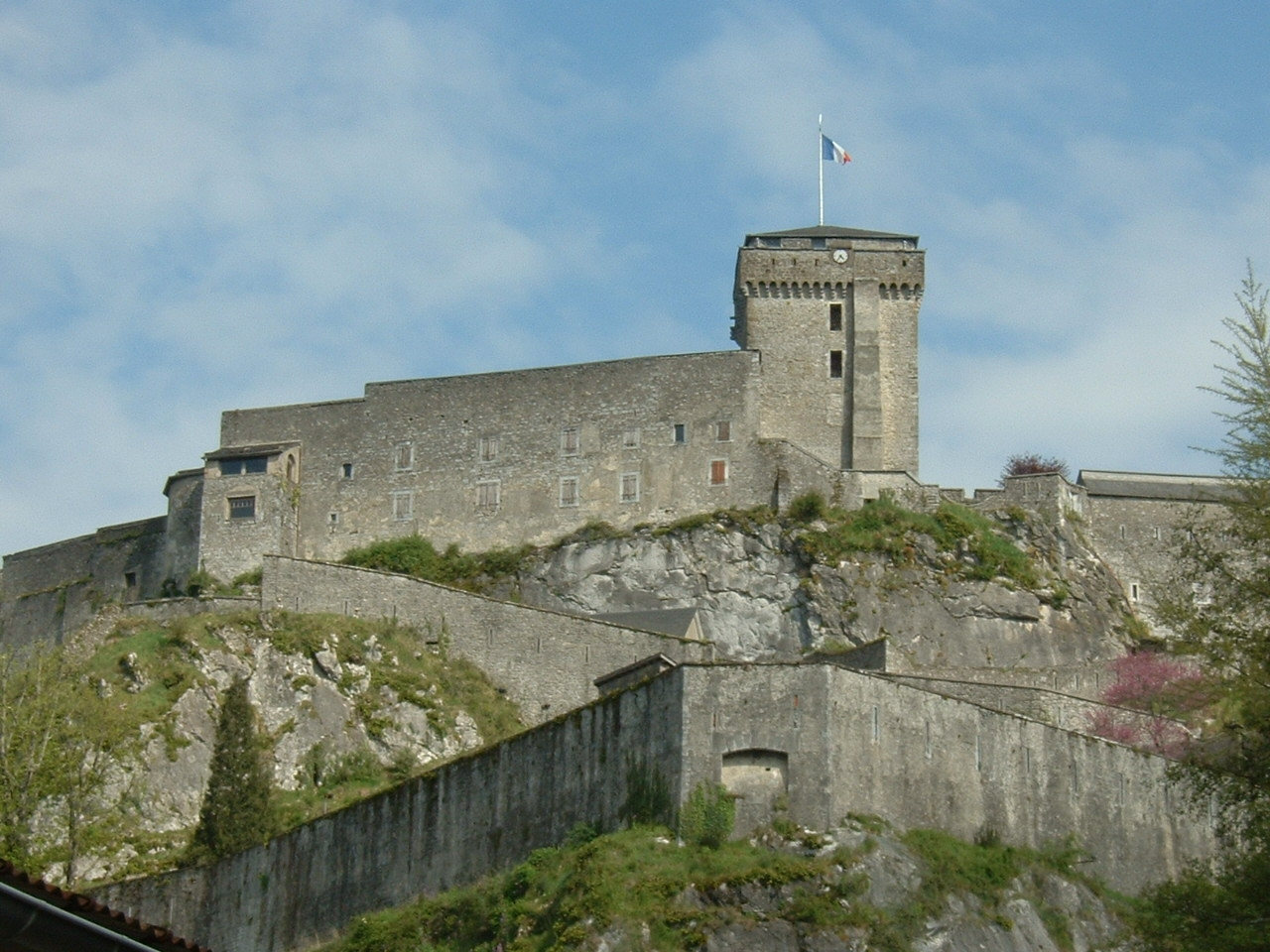
Le château vu de l'ouest

Au Moyen Âge, Lourdes et son château sont le siège du comte de Bigorre. Avec la Croisade des Albigeois, le château, considéré comme un des verrous de la province, est disputé entre différentes factions. Il passe sous la domination des comtes de Champagne, également rois de Navarre, puis entre les mains des rois de France sous Philippe le Bel, pour être ensuite livré aux Anglais en 1360 pendant la Guerre de Cent Ans, et ce jusqu'au début du XVe siècle. Ils surent d'ailleurs profiter de la situation stratégique de la ville et de son marché.
En effet, située au carrefour de deux axes de communication majeurs (vers l'Espagne au sud, vers Toulouse à l'est et l'Atlantique à l'ouest), la ville abrite un marché d'assez grande importance protégé par le comte (première mention au début du XIe siècle portant sur les revenus du sel). Ce marché fait encore référence au XIVe siècle, et reste donc une source de revenus importante pour celui qui se rend maître du château.
Pendant la guerre de cent ans, Pierre Arnaud de Béarn tient le château de Lourdes, ainsi que toute la Bigorre et le Lavedan, pour le roi d'Angleterre. Après 1374 son frère en devient le capitaine, mais son territoire est réduit à la zone montagneuse. Jean tiendra le château de Lourdes jusqu'en octobre 1407, où, après un dur siège du parti du roi de France et en l'absence de secours anglais, il vendra cher sa reddition et disparaîtra. Jean de Béarn fut un chef routier de grande réputation; à partir de Lourdes il écumait le sud ouest.
La ville médiévale se dresse à l'est du château et est ceinte de murailles (dont il ne reste que la Tour de Garnavie). Elle compte environ 150 feux vers le XIIIe siècle, et 243 au début du XVe siècle.

## De la Renaissance à la Révolution

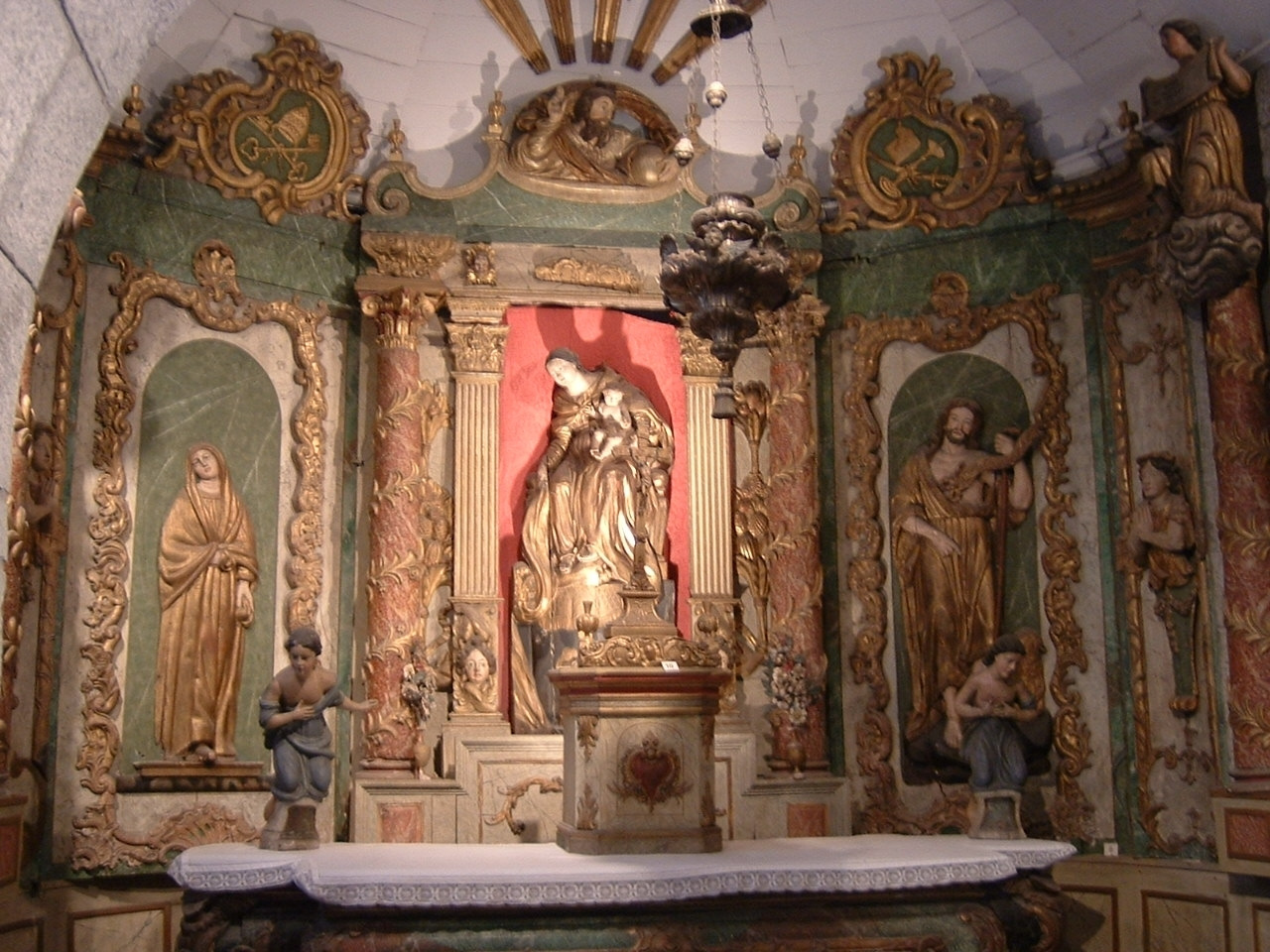
Retable baroque à la chapelle du château, qui ornait l'église Saint-Pierre, reconstruite après les Guerres de Religion et détruite en 1904.

La ville va traverser les crises des XVIe siècle et XVIIe siècle. L'église paroissiale est détruite lors des Guerres de Religion, comme l'abbaye de Saint-Pé-de-Bigorre toute proche.
Cependant, Lourdes sait tirer profit de sa situation. Elle est, entre autres, une étape sur la "route des bains" de Barèges, dont les sources servent à soigner les soldats blessés et malades. Le château reste un important lieu stratégique, "verrou du Lavedan".
La population est en augmentation au XVIIIe siècle, malgré les famines et épidémies. 2315 habitants en 1696, 1189 habitants en plus entre 1730 et 1772 par le plus grand nombre de naissances par rapport aux décès. Mais les crises ramènent la population à 2300 environ à l'aube de la Révolution. 
Vers 1755, la population est composée d'environ 40 % d'agriculteurs, de 40 % d'artisans (secteur dominé par le textile) et 8,5 % de carriers (ardoise et tailleurs de pierres) et d'ouvriers du bâtiment, plus environ 13 % de services (marchands, santé...). Dans les années qui suivent, l'agriculture va perdre de l'importance face aux « fonctions urbaines », dont bénéficie surtout l'artisanat dont l'effectif augmente.
La paix signée avec l'Espagne entraîne la perte de l'intérêt stratégique du château, qui devient prison. En 1788 il est d'ailleurs question de supprimer la garnison du château, formée par des invalides, et qui sera défendue par une supplique envoyée à Louis XVI.
Durant la Révolution, la ville est tenue de fournir du matériel et des vivres à l'armée révolutionnaire du fait de sa position stratégique. Elle compte alors 2741 habitants. Avec la création du département des Hautes-Pyrénées en 1790, Lourdes demande à être le siège du chef-lieu du nouveau district du gave, l'un des cinq que compte le département. Cependant, Argelès-Gazost lui est préférée de par sa position stratégique à l'intérieur du Lavedan. Le reste des fonctions (dont le tribunal) sont installées à Lourdes. La ville fournit ensuite de nombreux volontaires aux armées lors des guerres révolutionnaires. Le danger est important en 1793 lors de la guerre avec l'Espagne et la menace d'invasion par le Lavedan, non avérée. La paix est signée en 1795 et entraîne la démilitarisation du château, qui abrite de nouveau une garnison d'invalides à partir de 1797.

## De la Révolution à nos jours
Durant la première moitié du XIXe siècle, la ville est un bourg agricole où se pratique l'élevage des porcs. Des carrières de pierre y sont exploitées. La population est évaluée à 4 000 habitants en 1843.

### Lourdes, ville mariale
.

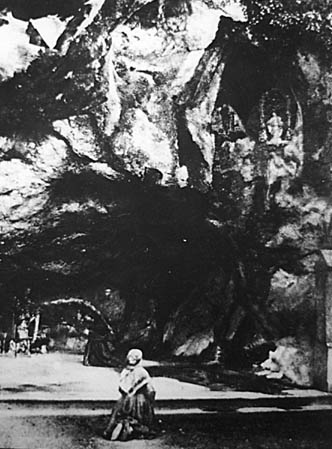
Photo de Bernadette Soubirous à la grotte de Lourdes en 1863, trois ans après ses premières visions

En 1858, Bernadette Soubirous dit que la Vierge lui est apparue à plusieurs reprises dans la petite grotte de Massabielle, en bordure du gave de Pau à l'ouest de la ville. 
Une ferveur de plus en plus grande s'empare des habitants des environs qui viennent se recueillir devant la grotte, qui peu à peu prend l'allure d'une chapelle, mais seule Bernadette dit « voir » la Vierge.
Devant l'afflux massif de fidèles et de curieux, le maire, Anselme Lacadé, suit les instructions du préfet Massy et, en juin, interdit temporairement l'accès à la grotte en la fermant par des barrières en bois. Des procès verbaux sont alors dressés et des contraventions appliquées en nombre par le commissaire Jacomet. Ces barrières sont retirées début octobre 1858 sous la pression populaire et sur intervention de l'empereur Napoléon III par courrier adressé depuis Biarritz sous l'influence d'un courant dévot dominé par Eugénie de Montijo et des autorités épiscopales qui finirent par se rallier à la ferveur populaire, contrariant les positions rationalistes des autorités locales (le préfet Oscar Massy et le maire  Lacadé). En 1862, les « apparitions » sont reconnues officiellement par Mgr Laurence, évêque de Tarbes.
Les travaux des sanctuaires débutent la même année. Une première chapelle est remplacée par la basilique Notre-Dame-du-Rosaire, surmontée d'une deuxième église appelée la basilique de l'Immaculée-Conception. 
Elles sont toutes deux situées au-dessus de la grotte. Une partie de la ville est déclarée « cité mariale » par l'Église, entre le gave, les sanctuaires et le château.
La municipalité de Lourdes, sous la pression des autorités religieuses et malgré l'opposition locale, élargit les rues de la ville médiévale et trace le boulevard de la Grotte (1879-1881) menant aux sanctuaires en contournant le château par le nord. Les terrains sont alors lotis, avec construction de boutiques et d'hôtels pour accueillir les pèlerins.
À la fin du XIXe siècle, Lourdes se dote d'une nouvelle église paroissiale. L'ancienne, dédiée à saint Pierre, est rasée en 1904. Son mobilier est transféré au château.
Aujourd'hui, Lourdes est l'un des plus grands pèlerinages catholiques du monde au même titre que Fátima, Rome, Częstochowa et Guadalupe. Le pape Jean-Paul II est venu deux fois en pèlerinage à Lourdes (en 1983 et 2004). Du 8 décembre 2007 au 8 décembre 2008, plus de 9 millions de pèlerins se sont rendus à Lourdes pour célébrer le jubilé du "150e Anniversaire des Apparitions". À cette occasion, le pape Benoît XVI s'est rendu dans les sanctuaires en septembre 2008.

### Lourdes, ville administrative
Après la Révolution française de 1789, le comté de Bigorre est incorporé dans le nouveau département des Hautes-Pyrénées, Lourdes devient donc chef-lieu de canton en 1790 mais pas sous-préfecture qui échouera à la commune d'Argelès-Gazost située plus en profondeur dans la vallée. Ce canton est ensuite partagé en 1973 entre les deux cantons de Lourdes-Est de Lourdes-Ouest dont la ville est le siège administratif.
En octobre 2007, la fermeture du tribunal de Lourdes est annoncée par la garde des sceaux.